# Birlingham
Birlingham är en ort och civil parish i Storbritannien.   Den ligger i grevskapet Worcestershire och riksdelen England, i den södra delen av landet, 150 km väster om huvudstaden London. Birlingham ligger 25 meter över havet och antalet invånare är 325.
Terrängen runt Birlingham är huvudsakligen platt, men åt sydost är den kuperad. Runt Birlingham är det ganska tätbefolkat, med 179 invånare per kvadratkilometer. Närmaste större samhälle är Worcester, 14,1 km nordväst om Birlingham. Trakten runt Birlingham består till största delen av jordbruksmark.